# Agnė Sereikaitė
Agnė Sereikaitė est une patineuse de vitesse sur piste courte lituanienne.

## Biographie
Elle arrive cinquième au classement général des championnats du monde junior de la saison 2011-2012, avec une médaille d'argent au 500 mètres.
Elle est médaillée de bronze du 500 mètres à l'Universiade d'hiver de 2013 à Trente et à l'Universiade d'hiver de 2015 à Grenade.
Elle participe aux trois distances individuelles de patinage de vitesse sur piste courte aux Jeux olympiques de 2014, où elle est disqualifiée au 1000 mètres, 16e du 1500 mètres et 24e du 500 mètres ; elle est lors de ces Jeux porte-drapeau de la Lituanie pendant la cérémonie de clôture. Un mois plus tard, elle finit septième aux championnats du monde au 1000 mètres, son meilleur classement mondial. La même année, elle est sixième aux championnats d'Europe.
Elle détient plusieurs records nationaux de Lituanie.